# 智理想情人
《智理想情人》 (德語：Ich bin dein Mensch) 是2021年一齣科幻愛情片，由玛丽亚·施拉德尔執導，並由瑪倫·艾格特、丹·史蒂文斯和桑德拉·惠勒領銜主演。電影亦入圍第94屆奥斯卡最佳國際影片角逐名單。

## 劇情
考古學家Alma Felser 博士來到一家舞蹈俱樂部，一名員工將她介紹給 Tom。阿爾瑪用一個複雜的數學問題和關於他最喜歡的詩歌的瑣碎細節向湯姆提問，他很容易回答。湯姆隨後邀請阿爾瑪跳舞，但突然開始重複自己；他很快就被帶走了，這表明他是一個機器人。
該員工道歉，並指出 Alma 是僅有的 10 名被要求評估他們的機器人的專家之一，並向她保證他們會修復故障，她可以在第二天繼續這個為期三週的項目。
阿爾瑪隨後拜訪了她在佩加蒙博物館的部門主管羅傑，嘲笑她為與她的“理想男人”一起經歷的許多測試，嘲笑湯姆並說她已經準備好寫她的評價了。羅傑提醒阿爾瑪，她同意為期 3 週的評估，並且他需要她的專家意見，因為他是倫理委員會的成員，該委員會將決定機器人是否會被賦予一些人權。羅傑告訴阿爾瑪，如果她完成這個實驗，他會撥出資金讓她和她的團隊去芝加哥親自參觀某些楔形文字平板電腦。
之後，博物館工作人員朱利安邀請阿爾瑪參加他的喬遷派對，與他的新女友斯蒂菲見面。
阿爾瑪拜訪了她的父親，一位表現出失憶跡象的老人。後來她帶湯姆回家，在接下來的幾天裡，她拒絕了他的浪漫姿態。一天早上，朱利安來到公寓收集一張照片，表明他和阿爾瑪曾經談過戀愛。
阿爾瑪然後帶著湯姆和她一起去博物館。湯姆被介紹到她的團隊的工作，並突然提醒阿爾瑪另一位研究人員已經寫了一篇關於他們正在研究的主題的論文。阿爾瑪很生氣，後來喝醉了。在她的公寓裡，阿爾瑪質問湯姆他是否能感到憤怒，並質疑他是如何被編程為性反應的。但是湯姆只是把她留在床上，說她需要睡覺。
第二天，員工來進行評估。阿爾瑪說湯姆的程序“很好”，但當員工質疑她把湯姆當作機器對待時，她很生氣。阿爾瑪隨後意識到該員工也是一個機器人，並命令她離開她的公寓。她為前一天晚上的行為向湯姆道歉。
阿爾瑪帶湯姆去看望她的父親。她和她的妹妹科拉回顧了舊照片，並記得他們在丹麥遇到的一個名叫湯姆的兒時朋友，他們都愛上了他。然後湯姆和阿爾瑪去參加朱利安的喬遷派對。Steffi 暈倒了，Tom 阻止她摔倒在地。阿爾瑪私下與朱利安交談，詢問斯特菲是否懷孕，他證實了這一點。
回到她的公寓，發現阿爾瑪以前流產過。湯姆意識到阿爾瑪害怕像她父親一樣孤獨地變老，阿爾瑪心煩意亂地離開了公寓。她發現湯姆從大樓裡出來，喊她的名字並尋找她。阿爾瑪跟著他去了博物館，他們倆都偷偷溜進去，他們在陰影中做愛。
第二天早上，阿爾瑪說她不能繼續與機器互動的遊戲，她將提前停止實驗。當湯姆反復問他會怎麼樣時，阿爾瑪說她不能把他送走，她需要他為她做這件事。然後湯姆離開了。
阿爾瑪記錄了她對羅傑的評價，指出滿足你的每一個需求對人類來說都是不健康的。然後，該員工拜訪了她進行另一次評估，並意識到湯姆並沒有像她想像的那樣回到工廠，他現在失踪了。阿爾瑪隨後乘坐渡輪前往丹麥，發現湯姆坐在她與兒時朋友見面的地方，等了她三天。阿爾瑪講述了她過去是如何閉著眼睛坐在同一個地方的故事，想像著她旁邊的孩子湯姆，但每當她睜開眼睛時，他都不在那裡。她閉上眼睛。

## 演員
- 瑪倫·艾格特（英语：Maren Eggert）飾演阿爾瑪
- 丹·史蒂文斯飾演湯姆
- 桑德拉·惠勒飾演員工
- 漢斯·洛飾演朱利安
- 沃爾夫岡·胡布希飾演阿爾瑪父親
- 安妮卡·邁爾飾演科拉
- 法利盧·賽克飾演羅傑
- 尤爾根·塔拉許飾演羅傑
- 亨麗埃特·李赫特·羅赫（英语：Henriette Richter-Röhl）飾演Steffi
- 莫妮卡·奧薛克飾演咖啡店裡的女士

## 製作
2021年2月11日，柏林電影節宣布該片將於2021年3月在第71屆柏林影展的柏林電影節競賽單元首映。

## 外部連結
- 互联网电影数据库（IMDb）上《智理想情人》的资料（英文）
- 豆瓣电影上《智理想情人》的資料 （简体中文）